# Bolidorhynchus
Bolidorhynchus is een geslacht van rechtvleugeligen uit de familie Proscopiidae. De wetenschappelijke naam van dit geslacht is voor het eerst geldig gepubliceerd in 1990 door Jago.

## Soorten
Het geslacht Bolidorhynchus omvat de volgende soorten:
- Bolidorhynchus borellii Giglio-Tos, 1897
- Bolidorhynchus insignis Hebard, 1931
- Bolidorhynchus magnus Giglio-Tos, 1897
- Bolidorhynchus rileyi Mello-Leitão, 1939